# Bill Still
William T. "Bill" Still, född den 20 januari 1948, är en amerikansk journalist, filmproducent och författare. Han har gjort sig känd som ledande penningreformist genom filmerna The Money Masters och The Secret of Oz, samt boken No more national debt, vilka alla fokuserar på USA:s monetära system och behovet av reformer. The Secret of Oz fick priset som bästa dokumentärfilm vid Beloit International Film Festival. Inför presidentvalet 2012 anmälde han sitt intresse att representera det Libertarianska Partiet.